# 特賴康峰
82°59′S 156°48′E / 82.983°S 156.800°E
特賴康峰（英語：Tricorn Peak）是南極洲的山峰，位於奧次地，處於阿斯特羅冰川和斯丘厄冰川之間，屬於米勒嶺的一部分，海拔高度2,320米，由新西蘭的探險隊發現。